# Новосильские казаки
Новоси́льские казаки́ — социальная группа сословного происхождения служилых людей, позднее — этнографическая группа, проживавшая в Новосильском уезде и соседней Дарищенской волости Ефремовского уезда Тульской губернии. В настоящее время это территории Новосильского, Корсаковского, Залегощенского, Верховского, Новодеревеньковского районов Орловской и Ефремовского района Тульской областей. Этногруппа образовалась из потомков военнослужилых людей низшего разряда конца XVI — начала XVII века — служилых казаков, стрельцов, пушкарей и др., и помещиков-однодворцев — военизированных землевладельцев.
Существование казаков на Новосильской земле подтверждено исследованиями проведёнными в начале XX века известным профессором-лингвистом Е. Ф. Будде, петербургским этнографом Н. М. Могилянским и новосильским писателем и краеведом Василием Николаевичем Глаголевым. Историком и краеведом В. М. Неделиным описано присутствие казаков и их слобод в само́й Новосильской крепости (начало XVII века) и на территории уезда, и о переселении черкас из Речи Посполитой. Происхождение этой социальной группы мало изучено. Краеведы утверждают, что это потомки запорожцев, а также донских казаков, приглашённых во второй половине XVI века Иваном Грозным для несения охранной службы на созданном Тульском звене засечной черты, переселенцы из Речи Посполитой, слившиеся позднее с местными мещанами и крестьянами.
Новосильские казаки отличаются от других городовых казаков тем, что они в XVIII веке были выселены из городских слобод в уезд и хорошо сохранили особенности своего говора и быта.

## Предисловие
Военно-служилые люди на степной «украинной» (окраинной) территории разделялись на два разряда: 1) «по отечеству» — высший разряд (со времён Ивана Грозного), состоявший из дворян и детей боярских, которые несли обязательную службу и в документах писались полной росписью. Фамилии детей боярских в основном указывали и записывались по имени деда, тем самым выделяя человека, отмечая его происхождение с учётом двойного родства — отца и деда; и 2) «по прибору» — низший разряд, состоявший из казаков, стрельцов, пушкарей, воротников, ямщиков и др. Они писались без фамилии — имени (или прозвища) деда, а только по своему имени и имени (или прозвищу) отца (то есть отчеству). Казачьи атаманы правительством «подтягивались» до уровня детей боярских, также записывая их в документах с именем, фамилией, отчеством. Отсюда и встречаются довольно часто казаки с полной росписью. Первоначально «приборные» люди не владели вотчинами, а направлялись служить в гарнизоны крепостей. Казаки поселялись слободами, наделялись небольшими казёнными земельными участками и жили в основном на жалованье. С середины XVI века в южных уездах русского государства началось смешение двух разрядов. В состав детей боярских начинают верстаться и казаки, и неслужилые люди (холопы, крестьяне, бобыли и прочие вольные люди). С другой стороны беспоместные дети боярские переводились в казаков. Те же дети боярские, которые имели поместные земли, но не имели крестьян (в связи с их отсутствием в степной «украине») превращались из землевладельцев в земледельцев. Их стали называть однодворцами. А после реформ Петра I и Екатерины II однодворцы, не доказавшие своё дворянское происхождение, и вовсе превратились в государственных крестьян. Принадлежность разнородных групп однодворцев и их потомков к одному сословию, одинаковые условия жизни, военно-полевая служба с постоянными кочеваниями в степи — всё это привело к образованию из этого сословия особой этнографической группы со своим говором, одеждой, бытом и с официальным наименованием — «казаки». По утверждению этнографа Д. К. Зеленина «Мы знаемъ только одну группу прямыхъ потомковъ прежнихъ служилыхъ людей по прибору, которая выдѣляется изъ общаго класса однодворцевъ и носитъ особое названіе: это Новосильскіе казаки».

## История
Обезлюдившие после татарских нашествий земли, в XVI начале XVII веков заселялись в основном из северных замосковных и среднерусских территорий, а также  южнорусскими этническими группами. К заселению пустующих земель и комплектования гарнизонов новопостроенных городов засечной черты с конца XVI века на государеву службу активно стали привлекаться казаки с Дона, а с 30-х годов XVII века — черкасы и малороссийские казаки. В конце XVII века казачество уже в значительном количестве присутствовало и на территории Новосильского района. А уже позднее в XVIII веке происходило вторичное массовое заселение территории крестьянами, переселёнными крупными помещиками-землевладельцами из других губерний. Так появились в Новосильском уезде многочисленные поселения Голицыных, Хилковых, Салтыковых, Гагариных, Хитрово, Долгоруковых, Шатиловых и других, а рядом вольные слободы переселенцев-казаков, которые (особенно после Екатерининского ужесточения закрепощения) постепенно превращались в казённых, а некоторые даже и в помещичьих крестьян. В. Н. Глаголев относил казаков к некоренному населению уезда, в то время как сами казаки называли «цюзими» (чужими) «барских». «Некоренных» много было и среди помещичьих. Но вновь переселённых «барских» было несравненно больше и, особенно после отмены крепостного права, постепенно происходила ассимиляция казаков.
В правление Ивана Грозного станицы из жителей верховских (среди которых упоминаются казаки новосильские) и северских земель патрулировали территории у рек Орель и Оскол, далеко углубляясь в степь. В 1572 году в битве при Молодях участвовали 450 служилых людей из Новосиля. В 1577 году по решению Боярской думы были поверстаны на сторожевую службу в Новосильский гарнизон дополнительно к старым 153 казака. С 1599 года в Новосиле располагался один из трёх полков Украинного (позднее Тульского) разряда. В январе 1605 года войска Бориса Годунова близ деревни Добрыничи нанесли решающее поражение армии Лжедмитрия I. В этом сражении участвовали служилые люди из «украинного» города Новосиля — 30 стрельцов, 128 пеших с пищалями и 60 конных казаков. В 1639 году новосильский гарнизон был усилен запорожскими черкасами — украинскими казаками, переселявшимися в это время из Речи Посполитой в Русское государство, в количестве 40 человек с семьями. Переселенцы наделялись «дворовыми и огородными месты, и пашнею, и сенными покосы, и всякими угодьи». В 1648 году Новосильский гарнизон насчитывал 806 человек служилых людей. Согласно последней росписи боевого состояния Новосильской крепости за 1718 год служилых людей — пушкарей, стрельцов, казаков и воротников в ней насчитывалось 394 человека.
В 1644 году царь Михаил Фёдорович, посетивший новосильский Свято-Духов монастырь, выдал новосильским казакам грамоты на владение землёй в «Диком поле» на территории, составлявшей примерно четверть Новосильского уезда. Однако те не спешили воспользоваться царским «подарком», предпочитая жить в слободах при Новосиле.
К концу XVII века Новосильский край утратил значение пограничного форпоста, поэтому отпала и необходимость в государственном содержании местных служилых людей. В 1711 году Пётр I отменил звания «бояре» и «дети боярские». Казачество как сословие было оставлено. В 1715 году, по высочайшему указу Петра I новосильские казаки, пушкари и стрельцы были принудительно расселены из слобод по всему пространству выделенной им земли и фактически превращены в пахотных драгун и солдат, оставаясь однако в казачьем звании.
В 1765 году новосильские казаки были исключены из ведения местных воевод, включены в состав войсковых обывателей и находились в подчинении собственного особого управления Военного ведомства, что обусловило сохранение за местными казаками такого самоназвания, не встречающегося у прочих потомков городовых казаков. Жители «казацких» сёл вплоть до 1836 года в метрических книгах, земельном генеральном плане и других официальных документах писались казаками. Профессор Е. Ф. Будде приводит несколько мест из актов Новосильского полицейского управления 1783 и 1786 годов, где местные крестьяне продолжали называть себя и своих соседей казаками. Некогда свободные слободские крестьяне (в XVII веке они считались и учитывались как помещики-однодворцы) в XVIII веке по решению столицы превратились в крепостных.
С 2013 года существует «Хуторское казачье общество города Новосиль войскового казачьего общества "Центрального казачьего войска"».

## Расселение
Во второй половине XVI века рубленый город и острог Новосильской крепости полукольцом охватывали посад и казачьи слободы — Стрелецкая, Пушкарская, Воротничья.
Согласно Дозорной книги Новосильского уезда, составленной писцом Петром Есиповым и подьячим Венедиктом Маховым в 1614—1615 годах, Новосиль с юго-востока со стороны Дикого поля опоясывали восемь казачьих слобод. Они располагались вдоль реки Зуши, контролируя места возможных татарских переправ. Это были слободы: Зарецкая (ныне Заречье), Шеина (Шейно), Косарева (Косарево), Воротынцова (Воротынцево), Былинная, Санкова, Строганец (Горенка).
В 1895 году церковно-приходские летописи называют казачьими девять сёл и приходов Новосильского уезда:
Вышняя Залегощь — по преданию приход образовался из донских или украинских казаков;
Галичье — прихожане из потомков пушкарей, стрельцов и казаков, призванных на службу из Малороссии;
Каменка — прихожане из потомков донских казаков;
Нижняя Залегощь — по преданию казаки происходили из запорожцев;
Петушки — по преданию основателями села были стрельцы;
Скородное — прихожане из потомков донских казаков, поселённых при Иване Грозном;
Ямская слобода — образовалась как поселение горожан Новосиля;
Воротынцево с деревней Соколье — потомки бывших казаков — пушкарей и стрельцов времён Петра I;
Вышняя Пшевь (Косарево) — потомки служилых людей — запорожцев времён царя Алексея Михайловича;
В 1902 году профессор Е. Ф. Будде причислял к казачьим Каменскую, Средненскую, Залегощенскую, Березовскую и Косаревскую волости Новосильского уезда.
В 1904 году в документах отмечены:
сёла Покровское, Пшево, Воротынцево, Острое (Голянка), Косарево, Галичье   с деревнями — владения «прежних служб казаков»;
село Каменка, с деревней Дичной — владения «прежних служб пушкарей»;
село Петушки с деревней Долгой — владения «прежних служб стрельцов»;
Ямская слобода города Новосиля, деревня Казари — «владения ямщиков».
В. Н. Глаголев называл семнадцать казачьих сёл и деревень: Воротынцево, Галичье, Каменка, Петушки, Голянка (Острое),  Скородное, Ямская Слобода, Пшево, Судбищи (Сторожевое), Вышняя и Нижняя Залегощи, Дичня, Казарь, Нижнее Скворчее, Среднее, Гремячий Колодец, Верховье. Проживавшие в селе Судбищи, а также в находящихся рядом сёлах — Домнах, Лазавке и Залесном, однодворцы и государственные крестьяне, вероятнее всего, были потомками сторожевых казаков и других служилых людей, составлявших гарнизон острога возле Судбищ и имевших здесь земельные наделы.

## Говор, одежда и быт
По поручению Петербургской академии наук в 1902 году Е. Ф. Будде с целью диалектологических исследований посетил Новосильский уезд — «самое глухое мѣсто» в Тульской губернии. Он писал: «… я выбирал для своих бесед крестьян вольных сёл и деревень, а не барских, помещичьих, и в Новосильском уезде впервые узнал, что крестьяне вольных сёл именуют себя казаками и казачками, чего я не встречал в других губерниях …». «Но сами крестьяне не знают происхождения и значения своего названия». На вопрос: «вы казачки?», отвечали «нет, мы здешние».
В. Н. Глаголев писал об этнографических особенностях новосильских казаков: «Некоторая разница в костюме и говоре, который распадается на «барский» (потомков крепостных) и «казацкий», а в остальном он (казак) мало чем отличается от коренного населения».
| «Казацкий» говор | Говор «барских» крестьян |
| --- | --- |
| Подчёркнутые «аканье» и «яканье»: вядро, яго (его), сястра, чаво, ряка, не вяликая, купитя, вянес (венец), аттэда (оттуда) | Систра, сирибро, чирипаха, видро, свитой. Резких особенностей в «барском» говоре от московского наречия нет.                                                   |
| Казаки произносят «с» вместо «ц»: куриса, яиса (яйца), мучи́са (мука́), сапля, сарь, атес, у серькве, маладес (молоде́ц), лисо (лицо), агурсы́, лисиса, вянес, серса (сердца), младенес; но в некоторых сёлах наоборот произносят «ц»: пятнатцыть, женьтца, палатенютца, абуваютца | «Казацкий» говор по-видимому оказал влияние на говор «барских» крестьян. С вместо ц встречается гораздо реже и у помещичьих крестьян: месьса (месяца), сэрьква |
| Иногда кагоканье: яго, маяго, нашаго | Иво, маиво, нашиво |
| Ён (он) | Вон, вонни (они) |
| Третье лицо единственного числа без «т» — будя (достаточно), зная, играя, видя, придя (придёт) | Играить, гуляить, воить |
| Що, чо (что) | Што |
| Сабе, сае (себе) | Сибе |

Костюм новосильских казачек не дворянский-однодворческий (сарафаны и юбки), а крестьянский. Казачки носили расшитые рубашки, цветные юбки-понёвы с прошвой и коротейки. Особенно интересен и редок тип понёвы из четырёх полотен с вшивным спереди полотном другого цвета. Девицы носили полосатые юбки. Е. Ф. Будде отмечал у новосильских казачек сороку без кички, которая присутствует у других женщин уезда и платки с «налобником» и «подзатыльником» под ним. «Барские» крестьянки носили кокошник и повойник. Он также указывал и на некоторые мелкие отличия в одежде казачек и «барских» крестьянок: новосильские казачки «надевают коротейку только при доброй понёве с прошвою, то есть когда перед понёвы сделан из китайки и отворот понёвы подбит цветной материей». Будде отмечал и еще одну особенность в одежде новосильских казачек (в Вышней Залегощи): надевать на ноги по два или три чулка, чтобы ноги казались толще.
Исследовавший эти края в начале XX века Н. М. Могилянский писал: «Гораздо полнее сохранился женский костюм в некоторых сёлах Новосильского уезда, где, как, например, в селе Вышней Залегощи, этот женский „обряд“ сохранился в поразительной полноте и разнообразии. На помещённых здесь снимках изображены две замужние женщины в праздничных костюмах: из них одна — в „сороке“, головном уборе, состоящем, в целом, из четырнадцати отдельных частей, надеть который — длинная и сложная процедура, требующая и много времени и большой сноровки». Небольшое количество серебра в нитках этих головных уборов служило причиной их массовой гибели. Скупщики покупали уборы сотнями и выжигали из них серебро.
В. Н. Глаголев указывал на отличие казацкого жилища от «барского»: избы с прорубленными окнами на двор устраивались посреди двора; на улицу пробивалось маленькое волоковое окно. Это старый однодворческий и в то же время полесский (распространённый в Полесье) обычай. У казаков задворки сзади двора. У помещичьих крестьян избы − окнами на улицу и задворки — перед избой. Другое отличие — положение святого угла у самой входной двери; у помещичьих — напротив двери в дальнем углу. Он же отмечал некоторые особенности в характере казаков — ленность и бесхозяйственность, отсутствие промыслов и зимних работ, суеверие, строгое соблюдение церковных постановлений и глубокое уважение к духовенству, грубоватость, недоверчивость, но отсутствие лукавства и криводушия, отсутствие какого-либо заискивания или подобострастия при общении с дворянами или чиновниками в отличие от помещичьих. «Барские» были зажиточнее казаков и у них почти не встречалось кликуш, очень обычных у казаков.
Новосильские казаки с «барскими» роднились крайне редко, поэтому длительное время сохраняли свои языковые, культурные и бытовые особенности.